# Tadeusz Iwiński
Tadeusz Iwinski (prononcé : [taˈdɛ.uʂ iˈvij̃skʲi]), né le 28 octobre 1944 à Piastow en Pologne, est un homme politique polonais. De 1991 à 2015, il est membre du Sejm, la chambre basse du parlement polonais, pour le parti Alliance de la gauche démocratique. Il est membre du Parti communiste polonais de 1967 à 1990.

## Biographie
En 1968, Iwiński obtient une maîtrise en chimie industrielle de l'Université de Technologie de Varsovie. Il étudie ensuite à la Faculté de journalisme et de sciences politiques de l'Université de Varsovie. En 1973, il obtient un doctorat en affaires internationales. En 1981, pendant la période de loi martiale introduite par le gouvernement Jaruzelski, Iwiński est nommé au poste de professeur adjoint à l'École supérieure des sciences sociales du Comité central du Parti ouvrier unifié polonais. En 1977 et en 1978, il obtient une bourse Fulbright à l'Université Harvard et obtient une deuxième bourse de l'International Research & Exchanges Board (IREX) en 1988, devenant ainsi chercheur à l'Université de Californie à Berkeley. Dans les années 1980, il est chercheur à l'Université des Nations Unies à Tokyo. De retour en Pologne, il enseigne à l'Université de Warmie et Mazurie à Olsztyn où, en 1999, il devient professeur. Iwiński a été actif dans plusieurs institutions scientifiques et politiques concernées par les affaires et études africaines, asiatiques et océaniennes. Il était membre du Comité des sciences politiques de l'Académie polonaise des sciences. Iwiński est membre actif du conseil d'administration de l' Association des parlementaires européens avec l'Afrique.
Il est membre de l'Assemblée parlementaire du Conseil de l'Europe (APCE) depuis 1992. L'enquête menée par l'Initiative européenne de stabilité a révélé l'engagement d'Iwinski dans la « diplomatie du caviar » azerbaïdjanaise. Co-rapporteur sur l'Azerbaïdjan à l'APCE en 2014-2015, il a été l'un des principaux défenseurs du pays protégeant le gouvernement azerbaïdjanais des critiques sur les droits de l'homme. Il participe en tant qu'observateur aux élections parlementaires et présidentielles en Azerbaïdjan et publie des rapports nettement moins critiques que les conclusions des observateurs de l'OSCE ou du BIDDH. Il perd les élections de 2015 en Pologne et n'est plus membre de l'APCE.